# Toulon-sur-Allier
Toulon-sur-Allier és un municipi francès, situat al departament de l'Alier i a la regió d'Alvèrnia-Roine-Alps. L'any 2007 tenia 1.098 habitants.

## Demografia

### Població
El 2007 la població de fet de Toulon-sur-Allier era de 1.098 persones. Hi havia 446 famílies de les quals 83 eren unipersonals (16 homes vivint sols i 67 dones vivint soles), 158 parelles sense fills, 173 parelles amb fills i 32 famílies monoparentals amb fills.
La població ha evolucionat segons el següent gràfic:
Habitants censats

### Habitatges
El 2007 hi havia 488 habitatges, 451 eren l'habitatge principal de la família, 9 eren segones residències i 28 estaven desocupats. 459 eren cases i 27 eren apartaments. Dels 451 habitatges principals, 358 estaven ocupats pels seus propietaris, 79 estaven llogats i ocupats pels llogaters i 14 estaven cedits a títol gratuït; 1 tenia una cambra, 10 en tenien dues, 62 en tenien tres, 151 en tenien quatre i 227 en tenien cinc o més. 372 habitatges disposaven pel capbaix d'una plaça de pàrquing. A 160 habitatges hi havia un automòbil i a 266 n'hi havia dos o més.

### Piràmide de població
La piràmide de població per edats i sexe el 2009 era:
| Homes | Edats   | Dones |
| ----- | ------- | ----- |
| 0     | 95 o +  | 0     |
| 0     | 90 a 94 | 0     |
| 0     | 85 a 89 | 4     |
| 12    | 80 a 84 | 4     |
| 8     | 75 a 79 | 12    |
| 12    | 70 a 74 | 20    |
| 24    | 65 a 69 | 24    |
| 36    | 60 a 64 | 20    |
| 36    | 55 a 59 | 32    |
| 56    | 50 a 54 | 48    |
| 68    | 45 a 49 | 68    |
| 44    | 40 a 44 | 40    |
| 44    | 35 a 39 | 64    |
| 32    | 30 a 34 | 40    |
| 16    | 25 a 29 | 16    |
| 44    | 20 a 24 | 20    |
| 40    | 15 a 19 | 44    |
| 28    | 10 a 14 | 40    |
| 16    | 5 a 9   | 28    |
| 16    | 0 a 4   | 12    |

## Economia
El 2007 la població en edat de treballar era de 774 persones, 595 eren actives i 179 eren inactives. De les 595 persones actives 573 estaven ocupades (299 homes i 274 dones) i 22 estaven aturades (10 homes i 12 dones). De les 179 persones inactives 97 estaven jubilades, 47 estaven estudiant i 35 estaven classificades com a «altres inactius».

### Ingressos
El 2009 a Toulon-sur-Allier hi havia 470 unitats fiscals que integraven 1.166 persones, la mediana anual d'ingressos fiscals per persona era de 20.557 €.

### Activitats econòmiques
Dels 84 establiments que hi havia el 2007, 3 eren d'empreses extractives, 4 d'empreses alimentàries, 1 d'una empresa de fabricació de material elèctric, 4 d'empreses de fabricació d'altres productes industrials, 7 d'empreses de construcció, 23 d'empreses de comerç i reparació d'automòbils, 1 d'una empresa de transport, 8 d'empreses d'hostatgeria i restauració, 2 d'empreses d'informació i comunicació, 4 d'empreses financeres, 6 d'empreses immobiliàries, 14 d'empreses de serveis, 4 d'entitats de l'administració pública i 3 d'empreses classificades com a «altres activitats de serveis».
Dels 17 establiments de servei als particulars que hi havia el 2009, 2 eren oficines bancàries, 4 tallers de reparació d'automòbils i de material agrícola, 1 establiment de lloguer de cotxes, 2 lampisteries, 2 electricistes, 5 restaurants i 1 agència immobiliària.
Dels 7 establiments comercials que hi havia el 2009, 1 era una gran superfície de material de bricolatge, 1 una botiga de menys de 120 m², 1 una fleca, 1 una botiga d'equipament de la llar, 2 botigues de material esportiu i 1 un drogueria.
L'any 2000 a Toulon-sur-Allier hi havia 28 explotacions agrícoles que ocupaven un total de 1.540 hectàrees.

## Equipaments sanitaris i escolars
El 2009 hi havia 1 escola maternal i 1 escola elemental.

## Poblacions més properes
El següent diagrama mostra les poblacions més properes.